# Bruno Bauwens
Bruno Bauwens (Turnhout, 18 mei 1970) is een Belgisch marxistisch politicus voor de PVDA.

## Biografie
Bauwens is van opleiding vertaler Nederlands-Engels-Spaans. Hij werd beroepshalve leerkracht en werd tevens actief als maatschappelijk werker en opvoeder in verschillende Brusselse wijken, de jeugdzorg en culturele centra.
In 1996 begon Bauwens zich politiek te engageren door deel te nemen aan de stakingen tegen de besparingen in het Franstalig onderwijs doorgevoerd door toenmalig minister Laurette Onkelinx. Hij sloot zich aan bij de marxistische PVDA en werd verantwoordelijk voor de werking van deze partij in Laken, een deelgemeente van de stad Brussel. Bauwens werd tevens bediende bij de vzw Dienen, die de digitale platformen van de PVDA-PTB beheert, en was van 2019 tot 2022 parlementair medewerker van Brussels Hoofdstedelijk Parlementslid Petya Obolensky.
Sinds de lokale verkiezingen van oktober 2018 is Bauwens gemeenteraadslid van Brussel-stad. 
In februari 2022 volgde hij Caroline De Bock op als lid van het Brussels Hoofdstedelijk Parlement. Bauwens ging er zich toeleggen op energie, milieu en netheid en ging zetelen in de commissie Leefmilieu en Energie. Bij de Brusselse gewestverkiezingen van juni 2024 werd hij herkozen en vervolgens werd hij eveneens afgevaardigd naar het Parlement van de Franse Gemeenschap. In het Brussels Parlement ging hij zetelen in de commissie Binnenlandse Zaken, om in december 2024 over te stappen naar de commissie Territoriale Ontwikkeling. In het Parlement van de Franse Gemeenschap is Bauwens sinds 2025 secretaris en lid van de commissie Onderwijs, Volwassenenonderwijs, Promotie van Brussel en Wetenschappelijk Onderzoek.